# Szent Viboráda
Szent Viboráda (? – 926) sváb nemes, bencés apáca, katolikus szent.
Konstanz közelében született sváb nemesi családban. 906-ban Hitto nevű bátyjával együtt Rómába utazott, majd bátyja belépett a Sankt Gallen-i kolostorba. Wiborada még hat évig a szülői házban élt, és könyvkötőként dolgozott, de szoros kapcsolatot tartott a bátyjával, aki zsoltárokra tanította. 912-ben és a kolostor közelében élt egy templomcellában, a külvilággal csak egy ablakon át érintkezve. Négy év múlva apáca lett és életét aszkézisben és bűnbánatban töltötte. A legenda szerint jósképességei voltak, 926-ban megjövendölte a magyarok támadását, így a helyi papok és szerzetesek el tudtak menekülni. Maga Viboráda azonban a cellájában maradt, ahol a fosztogató magyarok letépték durva szövésű ruháját, és azzal a lánccal, amellyel sanyargatta magát, agyonverték. Annales Sangallenses maiores szerint 926 május 2-án halt meg, amely egy hétfői nap volt. Annak ellenére, hogy ezt a dátumot több forrás is átvette, az a feltételezés, hogy május 1-jén halt meg. A feltételezett téves dátumozás az első életrajzra (Vita I.) vezethető vissza, amely leírta, hogy Vilborada súlyosan sebesült állapotban maradt a magyarok támadása után, amely miatt azt feltételezték, hogy csak másnap, tehát május 2-án hunyt el.  
Mivel ő javasolta Egilbert apátnak a könyvtár és a templom kincseinek biztonságba helyezését, a könyvtárak és a könyvtárosok védőszentjeként tisztelik
Viboráda az első nő, akit a Szentszék hivatalos eljárásban kanonizált, és nem az életében és halála után kialakult kultusza alapján fogadták el szentként való tiszteletét: II. Kelemen pápa avatta szentté 1047-ben. Az ünnepe május 2., jelképei a könyv és a bárd (amely a legenda szerint a halálát okozta), ő a könyvtárosok védőszentje.
Életét Ekkehard írta meg 1060-1070 körül, Vita Sanctae Wiboradae virginis et martyris címmel.
„Már nemcsak híre szállott a cellában a magyarok jövetelének, hanem azoknak dühe mindenfelől körülárasztotta azt. Az egész tábor prédálásra oszlik szét. Egy eszeveszett, istentől gyűlölt pogány, magához véve hasonló társát, fel akarta gyújtani a szent szűz hajlékocskáját, de az isteni erő eloltotta a lángot. Ezután bejárást keresnek oda, és minthogy nem találnak, a tetőre másznak, és szétszedve a téglákat leereszkednek a nyíláson. Ott találják a szüzet kis oltára előtt, buzgó imádságban. Reá rontanak, leszedik ruháit, csak övét (ciliciumát) hagyva rajta, és három sebet ejtenek a mártír fején, melyekbe az másnap belehalt. Vérének nyoma az övről és a falakról nem volt lemosható.” Hartmann: Szent Wiborada élete, 10. század közepe.

## Csodái
Ulrich augsburgi püspök javaslatára írták meg életrajzát (Vita I.), majd kb. száz évvel később egy második, kibővített változatot készítettek újabb stílusban (Vita II.). Ez a két életrajz adja fő forrását Viboráda életének megismeréséhez.
Az alábbi csodák a Vita II. Historia Miraculorum fejezetében vannak felsorolva.
- sírjánál az égből gyulladt fényesség;
- egy szolgálólány észrevette Vilborádától származó fényt;
- sírjánál egy édeskömény télen kizöldült;
- fésűs ereklyéje meggyógyított egy szembeteget;
- a kolostor egyik diákja (Ulrich) és további két személy Vilborada sírjánál gyógyult meg;
- fogadalom után Eggibert pap meggyógyul szembetegségéből;
- Vilboráda fa kádjának egy darabja fogfájást gyógyított meg;
- relikviáinak templomba átszállításakor egy munkás balesetet szenvedett, de csodás módon felépül belőle.

## Viboráda bor
Wiborada szentként való tisztelete magában foglal egy szokást, amely a mai napig fennmaradt: az áldott Wiborada bor kiosztását a szent emléknapján. A bort egy kagyló alakú tálból adagolják egy kanállal, amelyről azt mondják, hogy Wiboradához használati tárgyaihoz tartozott. A kanál fából készült, majd a 17. században ezüstből elkészítették, az ezüst tál az 1698-as évszámot viseli, és kifejezetten erre a szokásra készült. Mindkét tárgy a St. Georgen-i Wiborada kolostor tulajdonában volt, jelenleg a Szent Gallenbergi bencés apátságban őrzik.

## Irodalmi ház és Viboráda könyvtár
A Viborada Könyvtárat 1986-ban alapította a Viboráda egyesület, majd 1990-ben hangtárral egészítették ki. St. Gallenben található, kortárs és történelmi női kérdésekkel foglalkozó könyveket tartalmaz. 

## Fordítás
- Ez a szócikk részben vagy egészben  a   Wiborada című német Wikipédia-szócikk ezen változatának fordításán alapul.  Az eredeti cikk szerkesztőit annak laptörténete sorolja fel. Ez a jelzés csupán a megfogalmazás eredetét és a szerzői jogokat jelzi, nem szolgál a cikkben szereplő információk forrásmegjelöléseként.